# Enicospilus abdominalis
Enicospilus abdominalis (лат.) — вид наездников-ихневмонид рода Enicospilus из подсемейства Ophioninae (Ichneumonidae).

## Распространение
Австралазия, Палеарктика и Ориентальная область.

## Описание
Наездники средних размеров. От близких видов отличаются следующими признаками: брюшко целиком оранжево-коричневое или коричневое; проподеум без задних поперечных килей; фенестра переднего крыла с заметно пигментированным центральным склеритом; межоцеллярная область желтовато-коричневая. Жвалы узкие. Внутренняя поверхность шпоры передней голени без перепончатого валика. Эндопаразитоиды гусениц бабочек (Lepidoptera).